# Timecode
A Timecode 2000-ben bemutatott amerikai kísérleti film, amelyet Mike Figgis írt és rendezett. A produkció főszerepében Saffron Burrows, Salma Hayek, Stellan Skarsgård és Jeanne Tripplehorn látható. A film különlegessége, hogy a több szálon futó cselekmény négy képkockára bontja a képernyőt, így egyszerre történik minden.
2000. március 22-én mutatták az Egyesült Államokban a Yahoo! Internet Life Fesztiválon. Magyarországon 2001. október 7-én debütált a Titanic International Filmpresence Fesztiválon, magyar szinkront 2006-ban kapott a Magyar Televízió Rt. megrendelésére.

## Cselekmény
A történet több szálon fut egyszerre, ami egy Los Angeles-i filmgyártó cégnél és annak környékén játszódik. Rose egy fiatal színésznő, aki egy meghallgatáson szeretne végre elnyerni egy filmszerepet. Barátnője, Lauren gazdag, és elkíséri Rose-t a limuzinján az interjúra. Lauren nagyon féltékeny Rose-ra, és mivel azt gyanítja, hogy Rose-nak viszonya van, mobiltelefonon kémkedik utána. Rose letagadja, hogy kapcsolata lenne az alkoholista filmproducerrel, Alex Greennel, aki szerepet ígér neki a következő filmjében. Alex felesége, Emma viszont még aznap elhagyja őt, és hazavisz magával egy ismeretlen nőt a könyvesboltból. Miközben Lauren a kocsiban ülve hallgatózik, Alex és Rose a produkciós cég vetítőtermében szexelnek egymással.
Miután Alex durván lerázza Rose-t, hogy nincs neki való szerep, egy másik producer felfigyel rá, és ajánlatot tesz neki. Az egészséges életmódot követő Quentin masszázst ad, és jó tanácsokat osztogat. Alex, akit Emma immár elhagyott, önsajnálatba kezd, és egy produkciós megbeszélésen szidni kezdi Renee-t és a többi munkatársát. Amikor Lauren dühösen beront a megbeszélésre, és összefut Alexszel, féltékenységből lelövi.

## Szereplők
| Szerep                    | Színész            | Magyar hangja      |
| ------------------------- | ------------------ | ------------------ |
| Evan Wantz                | Xander Berkeley    | Epres Attila       |
| Onyx Richardson           | Golden Brooks      | Szénási Kata       |
| Emma                      | Saffron Burrows    | Ruttkay Laura      |
| Victoria Cohen            | Viveka Davis       | Balogh Anna        |
| Lester Moore              | Richard Edson      | Schnell Ádám       |
| Szik nővér                | Aimee Graham       | Wégner Judit       |
| Rose                      | Salma Hayek        | Bogdányi Titanilla |
| Dava Adair, a terapeuta   | Glenne Headly      | Vándor Éva         |
| Renee Fishbine igazgatónő | Holly Hunter       | Orosz Anna         |
| Randy                     | Danny Huston       | Fazekas István     |
| Bunny Drysdale            | Kyle Maclachlan    | Tarján Péter       |
| Ana Pauls                 | Mía Maestro        | Pálfi Kata         |
| Cherine                   | Leslie Mann        | Kökényessy Ági     |
| Connie Ling               | Suzy Nakamura      | Báthory Orsolya    |
| Alex Green                | Stellan Skarsgård  | Rosta Sándor       |
| Lauren Hathaway           | Jeanne Tripplehorn | Kocsis Judit       |
| Joey Z, Ana asszisztense  | Alessandro Nivola  | Magyar Attila      |
| Lester Moore asszisztense | Zuleikha Robinson  | Czifra Krisztina   |
| Quentin, a masszőr        | Julian Sands       | Debreczeny Csaba   |
| Darren Fetzer             | Steven Weber       | Forgács Péter      |

## Fogadtatás
A Timecode általánosságban jó kritikát kapott. A Rotten Tomatoeson 68%-os minősítést kapott 81 vélemény alapján, az összefoglaló szerint: „A történet nem nagy szám, de a kivitelezése érdekfeszítő.” Mark Caro a Chicago Tribuntől azt írta: „Figgis valóban újszerű módját találta ki egy nagyjátékfilm forgatásának és megélésének.”
A MetaCritic oldalán 65 pontot ért el a 100-ból 31 vélemény szerint. Kevin Thomas a Los Angeles Timestól azt írta: „[A Timecode] Ügyes módja annak, hogy döntő fontosságú rétegeket biztosítson, és fokozza a régi rossz hollywoodi szokások csípős, szatirikus átvételét.” Peter Travers a RollingStone-tól azt írta: „Még szexszel, drogokkal, hip-hoppal és egy gyilkossággal együtt is unalmas, unalmas, unalmas, unalmas ez a négy történet.” 
A produkció veszteséges volt. A Box Office Mojo szerint 5 millió dolláros költségvetés mellett kevesebb, mint másfél millió bevételt termelt.